# Narses IV, o Gracioso
Narses IV, o Gracioso, também Nerses Shnorhali, Narses de Kla ou São Narses, o Gracioso (em armênio/arménio:  Սուրբ Ներսէս Դ. Կլայեցի (Շնորհալի), transl. Surb Nerses D. Klayets’i (Shnorhali); 1102, Sofena, Reino da Armênia – 13 de agosto de 1173, Hromgla, Reino Armênio da Cilícia), foi católico da Armênia de 1166 a 1173.
Durante seu tempo como bispo e, mais tarde, como católico da Igreja Armênia, Narses trabalhou para promover a reconciliação com a Igreja Ortodoxa e convocou um conselho com emissários selecionados pelo próprio imperador bizantino para discutir como eles poderiam reunir as duas Igrejas. Os termos oferecidos pelo imperador eram, no entanto, inaceitáveis tanto para Narses quanto para a Igreja Armênia, e as negociações fracassaram.

Narses é lembrado como um teólogo, poeta, escritor e compositor de hinos. Ele foi chamado de "o Fénelon da Armênia" por seus esforços para tirar a Igreja armênia do isolamento, e foi reconhecido como santo pela Igreja Católica Romana, que celebra sua festa em 13 de agosto, e pela Igreja Apostólica Armênia, que o celebra em meados de outubro, no sábado da Quarta Semana da Santa Cruz. 